# 联合国维和部队总司令部
联合国维和部队总司令部是一个位於中国大陆，与联合国无关的诈骗组织型山寨社團。其创始人是余思高，据资料显示，该组织成员多达数百人，遍布云南、重庆、广东、北京、湖南、四川、贵州等省（市）。

## 历史
余思高是浙江农民，据现有资料显示，他在2009年到遵义市创立“联合国维和部队总司令部”等一系列虚假机构，对外自称李德胜（毛泽东曾用名）转世，有一个玉玺跟一个御枕。余思高向参与成员发放“中国联合国总部”“先锋官”、“执法官”、“执行官”、“公务员”等工作证。余思高的数名贴身保镖则自称是林彪、邓颖超等人转世。联合国维和部队总司令部拥有自己的“官方网站”：www.aaa13888.com。
余思高的理论核心是“中共成立时，9名元老在遵义留有一笔巨额资产，如果找齐转世的另外8个人，就可以找到并解冻这笔巨额的民族资产”。
2010年7月，余思高被警察抓捕，警方希望以诈骗罪起诉他，但没有找到受害者而只好作罢。而当场查获的伪造“中华人民共和国国务院”、“中国人民解放军中央军事委员会”、“中华苏维埃共和国毛泽东主席令”、“中国联合国总部”等印章12枚，伪造的证明文件87份，最终也只有从中央军委下达的文件里找到了一个可以对比的印章，以“私刻公章”为由将他治安拘留十五天。此后2013年又曾把他拘捕，但同样因证据不足而放人。

## 组织活动
2009年7月22日，河北籍男子刘乐星与两名同伙来到武汉市武昌区东湖路一家银行要求存入500万美元。出示五张100万面额的塑料材质“美钞”。他自称44岁，现任职“联合国维和部队总司令部”，职务为“特别先锋官”。后被警方抓获。
2012年9月9日，51岁土家族男子张新在重庆开往昆明的K167次列车停靠在遵义站时上车，向列车长出示其“联合国维和部队总司令部大校军官证”，称自己正在访问民情，要求列车长为其安排座位。后因讲不清楚维和部队的工作职责，被警方抓获。
2012年4月25日“联合国维和部队总司令部办事员”于某在合肥火车站行骗时被抓获，他被控以“联合国维和部队总司令部办事员”的身份劝人投资“世界民营银行”，获利数万元，构成诈骗罪。
2013年5月28日，安徽阜阳籍64岁男性马文海因骑摩托车时没有佩戴头盔被交警拦下。马以自己的“联合国维和部队总司令部执行官工作证”为名义，声称自己正在执行解冻民族资产任务，要求警察配合予以放行。经查，马曾任阜南县某镇副镇长职务，因“民族资产解冻事务”被辞退，妻子也因此离婚。他坚信最多到2013年10月，资产解冻就能完成，届时他就能获得高达5000万美元的中介费。最终警方将其解冻民族资产的伪造文件全部予以没收，并罚款550元。
2014年5月17日，吴廷标带着《关于请求将林国昌保外就医回家赡养慈母体弱多病的申请报告》及国家领导人的回复，司法部、最高人民检察院、公安部关于印发《罪犯保外就医执行办法》的通知，《中华人民共和国老年人权益保障法》，《中华人民共和国环境保护法》，以及自己的《联合国维和部队总司令部特别通行证》、《全世界维护世界和平联合联络工作证》，带着林术祥到岳阳监狱三监区，要求释放林术祥的堂弟林国昌。后二人分别被治安拘留10天、6天。
2015年10月3日上午，一名手持“联合国维和部队司令部执行官”证件的河南南陽籍男子企图免费进入西安秦岭野生动物园。保安发现该证做工粗糙，而且发证日期比出生日期还早两年。后保安报警并将该男子抓获，并处以治安管理處罰。警方称，男子所持的證件是花钱買來的假證。
2016年8月2日下午，一名自称为“联合国维和部队总司令”的湖南岳阳籍52岁男子，携带“联合国维和部队最高指挥部”的“特级绝密电”和“公安部督察证”，在岳阳东站逃票进站时被铁路工作人员查获，之后移送至广铁集团警方，被依法行政拘留。警方表示这名男子因为投资、做生意屡屡失败，只得和妻子在外租房住。近来因赚钱无门，就打起了冒充高官行骗的主意，以帮人找工为名招摇撞骗。
2018年9月25日，有网民在微博发布消息称，一名佩戴“联合国维和部队总司令部”臂章、身着春秋常服军装的“大校”的刘姓男子在火车上招摇撞骗，引发民众围观。9月28日，陕西安康铁路公安处汉中站派出所民警抓获该男子，并对其刑事拘留。警方同时查获该男子所有的各式假证件12本，伪造文书212份，另有100元面值假美钞128张。